# Darko Perović
Pour les articles homonymes, voir Perović.
Darko Perović (cyrillique serbe : Дарко Перовић, né le 14 juin 1965, à Aranđelovac) est un auteur et dessinateur de bande-dessinée serbe. Il vit à Belgrade, en Serbie.

## Biographie
Il dessine notamment les séries Brek, Magico Vento, Shangai Devil et Alamo.

## Publications
- Les Carnets secrets du Vatican, scénario de Hervé Loiselet alias "Novy", Soleil Productions

1. Les Tenailles (1/2), 2010.

- Alamo, scénario de Olivier Dobremel alias "Dobbs", Soleil Productions collection 1800
  1. En première ligne, 2011.
  2. Une aube rouge, 2012.

- Dr Watson,  Soleil Productions, scénario de Stéphane Betbeder, lettrage par Studio Charon.
  1. Le Grand Hiatus (partie 1), couleurs par Véra Daviet, 2014
  2. Le Grand Hiatus (partie 2), couleurs par Axel Gonzalbo, 2017

- Brek, scénario et dessin de Darko Perović, couleurs de Darko et Sofija Perović, traduction par Vasilije Krstić, Inukshuk éditions, 2018.

- Satory Bar, scénario de Darko Perović, Nenad Django et Dubravka Senčić, dessin de Darko Perović, noir et blanc, Inukshuk éditions, 2020.

- Capitaine Vaudou, scénario de Jean-Pierre Pécaud, couleur de Sarago, Delcourt
  1. Baron mort lente, 2022
  2. Le Trésor de Christophe Colomb, 2023